# Ivan Danilovič Čerňachovskij
Ivan Danilovič Čerňachovskij (Ива́н Дани́лович Черняхо́вский, 29. června 1906 – 18. února 1945) byl sovětský vojevůdce, dvojnásobný hrdina Sovětského svazu a nejmladší sovětský generál všech dob. Během Velké vlastenecké války velel nejdříve 60. armádě voroněžského frontu, později 3. běloruskému frontu. Dosáhl hodnosti armádního generála (1944). Byl jedním ze čtyř sovětských velitelů frontu (vedle něho to byli Michail Kirponos, Michail Petrov a Nikolaj Vatutin), kteří padli v druhé světové válce.